# Conus bellacoensis
Conus bellacoensis é uma espécie extinta de caracol marinho, um molusco gastrópode marinho da família Conidae, os caracóis cone, conchas ou cones.

## Descrição
O tamanho da casca cresce para um comprimento de 76 milímetros.

## Distribuição
Esta espécie marinha é conhecida apenas como um fóssil do Neógeno da República Dominicana .